# Giovanni Giuseppe Bianconi
Giovanni Giuseppe Bianconi (Bologna, 31 luglio 1809 – 18 ottobre 1878) è stato uno zoologo, botanico e geologo italiano.
Fu professore di storia naturale presso l'Università di Bologna. Nel campo dell'erpetologia ha descritto diverse nuove specie di anfibi e rettili. 
Bianconi fu al centro di una polemica con lo scienziato cattolico evoluzionista Filippo De Filippi sulla validità delle teorie di Darwin. Per Bianconi l'uomo non sarebbe potuto derivare da scimmie antropomorfe, ed avrebbe invece dovuto essere il risultato di una creazione indipendente, essendo distinto da tutti gli altri animali dall'intelligenza e dalla morale. 

## Opere principali
- Sul sistema vascolare delle foglie considerato come carattere distintivo per la determinazione delle filliti, del Dottor Giuseppe Bianconi. Bologna, Marsigli. (1838)[5]
- Storia naturale dei terreni ardenti, dei vulcani fangosi. Bologna. (1840)
- Specimina Zoologica Mosambicana, fasciculus IV, V. (Mollusca) Memorie della Accademia delle Scienze dell'Istituto di Bologna, volume 3, pages 3–18, 91-112, plate. (1850, 1851)
- Repertorio Italiano per la Storia Naturale. Zoologiam, Mineralogiam, Geolgiam, Palaentologiam. Bologna. (1854)[5]
- La Theorie Darwinienne et la creation dite independante (1874).